# Saint-Lupien
Saint-Lupien és un municipi francès situat al departament de l'Aube i a la regió del Gran Est. L'any 2007 tenia 231 habitants.

## Demografia

### Població
El 2007 la població de fet de Saint-Lupien era de 231 persones. Hi havia 82 famílies de les quals 16 eren unipersonals (4 homes vivint sols i 12 dones vivint soles), 31 parelles sense fills, 31 parelles amb fills i 4 famílies monoparentals amb fills.
La població ha evolucionat segons el següent gràfic:
Habitants censats

### Habitatges
El 2007 hi havia 95 habitatges, 86 eren l'habitatge principal de la família, 7 eren segones residències i 2 estaven desocupats. 94 eren cases i 1 era un apartament. Dels 86 habitatges principals, 70 estaven ocupats pels seus propietaris, 15 estaven llogats i ocupats pels llogaters i 1 estava cedit a títol gratuït; 4 tenien dues cambres, 13 en tenien tres, 26 en tenien quatre i 43 en tenien cinc o més. 84 habitatges disposaven pel capbaix d'una plaça de pàrquing. A 38 habitatges hi havia un automòbil i a 44 n'hi havia dos o més.

### Piràmide de població
La piràmide de població per edats i sexe el 2009 era:
| Homes | Edats   | Dones |
| ----- | ------- | ----- |
| 0     | 95 o +  | 0     |
| 0     | 90 a 94 | 4     |
| 0     | 85 a 89 | 0     |
| 0     | 80 a 84 | 0     |
| 0     | 75 a 79 | 0     |
| 8     | 70 a 74 | 4     |
| 4     | 65 a 69 | 16    |
| 4     | 60 a 64 | 8     |
| 4     | 55 a 59 | 4     |
| 8     | 50 a 54 | 4     |
| 12    | 45 a 49 | 8     |
| 8     | 40 a 44 | 20    |
| 12    | 35 a 39 | 4     |
| 4     | 30 a 34 | 4     |
| 4     | 25 a 29 | 4     |
| 8     | 20 a 24 | 4     |
| 12    | 15 a 19 | 8     |
| 0     | 10 a 14 | 12    |
| 20    | 5 a 9   | 4     |
| 0     | 0 a 4   | 0     |

## Economia
El 2007 la població en edat de treballar era de 138 persones, 99 eren actives i 39 eren inactives. De les 99 persones actives 89 estaven ocupades (46 homes i 43 dones) i 10 estaven aturades (4 homes i 6 dones). De les 39 persones inactives 14 estaven jubilades, 12 estaven estudiant i 13 estaven classificades com a «altres inactius».

### Ingressos
El 2009 a Saint-Lupien hi havia 90 unitats fiscals que integraven 250 persones, la mediana anual d'ingressos fiscals per persona era de 16.769,5 €.

### Activitats econòmiques
Dels 3 establiments que hi havia el 2007, 1 era d'una empresa de fabricació d'altres productes industrials, 1 d'una empresa de construcció i 1 d'una empresa de comerç i reparació d'automòbils.
L'any 2000 a Saint-Lupien hi havia 19 explotacions agrícoles que ocupaven un total de 1.696 hectàrees.

## Equipaments sanitaris i escolars
El 2009 hi havia una escola maternal integrada dins d'un grup escolar amb les comunes properes formant una escola dispersa.

## Poblacions més properes
El següent diagrama mostra les poblacions més properes.